# Andrew Horn
Andrew Horn (* 16. September 1952 in New York, NY; † 24. August 2019 in Berlin) war ein US-amerikanischer Filmregisseur.

## Leben und Karriere
Andrew Horn studierte an der New Yorker Kunsthochschule. Dort erhielt er eine Ausbildung zum Tänzer und Filmemacher. Danach arbeitete er als Grafikdesigner und begann erste Filme zu drehen. 1989 zog er wegen eines DAAD-Stipendiums nach Berlin. Seither arbeitete er dort als Autor und Filmemacher.
Andrew Horn trat durch experimentelle Tanzfilme hervor. Doomed Love (1983) war sein erster Spielfilm. Dieser und sein zweiter Film The Big Blue (1988) liefen auf dem internationalen forum des jungen films auf der Berlinale (IFB). Bei dem Film East Side Story (Regie: Dana Ranga) war er Produzent und Autor. 2004 entstand der Film The Nomi Song über den gleichnamigen Sänger Klaus Nomi, der aufgrund seiner Stimme (Countertenor) und seines schrillen Outfits zur Ikone des New Yorker Underground avancierte und in den späten 1970er Jahren zur Kultfigur der New-Wave-Szene. Zuletzt inszenierte er 2014 die Dokumentation We Are Twisted Fucking Sister!. Bis zu seinem Tod arbeitete er an einem Film über Robert Wilson und dessen Byrd Hoffman School of Byrds.
Horn starb an den Folgen einer Krebserkrankung. Er hatte einen Sohn.

## Filmografie
Doomed Love (1983) ist eine ironische Persiflage auf den Mythos romantischer Liebe. Dieser Film ist eine Art moderne „Oper“. Er erzählt eine romantische Dreiecksgeschichte voller Leidenschaften und Obsessionen. Im Mittelpunkt steht ein alternder Professor. Der Film spielt vor bizarr gemalten Kulissen und er bedient sich einer stilisierten Sprache, die sich aus Alltagsklischees zusammensetzt. Film- und Opernzitate finden sich ebenso in diesem Film wie die Verschmelzung von akustischen Klangbildern mit visuellen Symbolen. Dadurch will Andrew Horn unsere Vorstellungen vom Begriff der romantischen Liebe erforschen.
Das Script schrieb Jim Neu, ein ehemaliger Mitarbeiter Robert Wilsons. Die Musik stammte von Evan Lurie, einem Bandmitglied von Lounge Lizards. Das expressionistische Filmdekor entwarf Amy Sillmann und Pamela Wilson. Die Hauptrolle spielte Bill Rice (bekannt aus Vortex, Subway Riders und Decoder).
The Big Blue (1987), Andrew Horns zweiter Spielfilm, muss als die stilisierte Version einer altbekannten Story angesehen werden. Darin geht es um einen korrupten Polizisten, dessen Frau davon überzeugt ist, dass ihr Mann fremdgeht. Sie engagiert Jack Kidd, um die Sache zu überprüfen. Dabei kommt es zu Missverständnissen. Auch dieser Film ist ähnlich expressionistisch angelegt wie Doomed Love und auch hier geht es um die Erforschung des Beziehungsgeflechts zwischen Bild- und Toninhalten auf der einen und der menschlichen Sprache auf der anderen Seite. Im Vordergrund stehen die innerpsychologischen Vorgänge, worin sich dieser Film deutlich von Horns erstem Spielfilm unterscheidet.